# John Robert Oosthuizen
John Robert Oosthuizen (ur. 23 stycznia 1987 w Bloemfontein) – południowoafrykański lekkoatleta specjalizujący się w rzucie oszczepem.
Międzynarodową karierę zaczynał od zdobycia w 2003 srebrnego medalu mistrzostw świata juniorów młodszych. W 2005 został mistrzem Afryki juniorów, a rok później zdobył w Pekinie tytuł mistrza globu juniorów. Piąty zawodnik igrzysk Wspólnoty Narodów (2006). W 2007 po zdobyciu złota igrzysk afrykańskich zajął szóste miejsce na mistrzostwach świata. Bez powodzenia (nie awansował do finału) startował w igrzyskach olimpijskich w 2008 i mistrzostwach świata w 2009. Wiele razy zdobywał medale mistrzostw Republiki Południowej Afryki w różnych kategoriach wiekowych.
Rekord życiowy: 86,80 m (1 marca 2008, Oudtshoorn).

## Osiągnięcia
| Rok  | Impreza                               | Miejsce    | Pozycja           | Rezultat |
| ---- | ------------------------------------- | ---------- | ----------------- | -------- |
| 2003 | Mistrzostwa świata juniorów młodszych | Sherbrooke | 2. miejsce        | 81,07    |
| 2005 | Mistrzostwa Afryki juniorów           | Radis      | 1. miejsce        | 75,94    |
| 2006 | Igrzyska Wspólnoty Narodów            | Melbourne  | 5. miejsce        | 78,32    |
| 2006 | Mistrzostwa świata juniorów           | Pekin      | 1. miejsce        | 83,07    |
| 2007 | Igrzyska afrykańskie                  | Algier     | 1. miejsce        | 78,05    |
| 2007 | Mistrzostwa świata                    | Osaka      | 6. miejsce        | 84,52    |
| 2008 | Igrzyska olimpijskie                  | Pekin      | el. – 19. miejsce | 76,16    |
| 2009 | Mistrzostwa świata                    | Berlin     | el. – 44. miejsce | 67,86    |
| 2011 | Mistrzostwa świata                    | Taegu      | el. – 33. miejsce | 73,14    |
| 2012 | Mistrzostwa Afryki                    | Porto-Novo | 7. miejsce        | 62,13    |
| 2013 | Uniwersjada                           | Kazań      | 2. miejsce        | 81,63    |
| 2013 | Mistrzostwa świata                    | Moskwa     | el. – 30. miejsce | 74,36    |
| 2014 | Mistrzostwa Afryki                    | Marrakesz  | 3. miejsce        | 77,81    |